# فلز شیشه‌ای

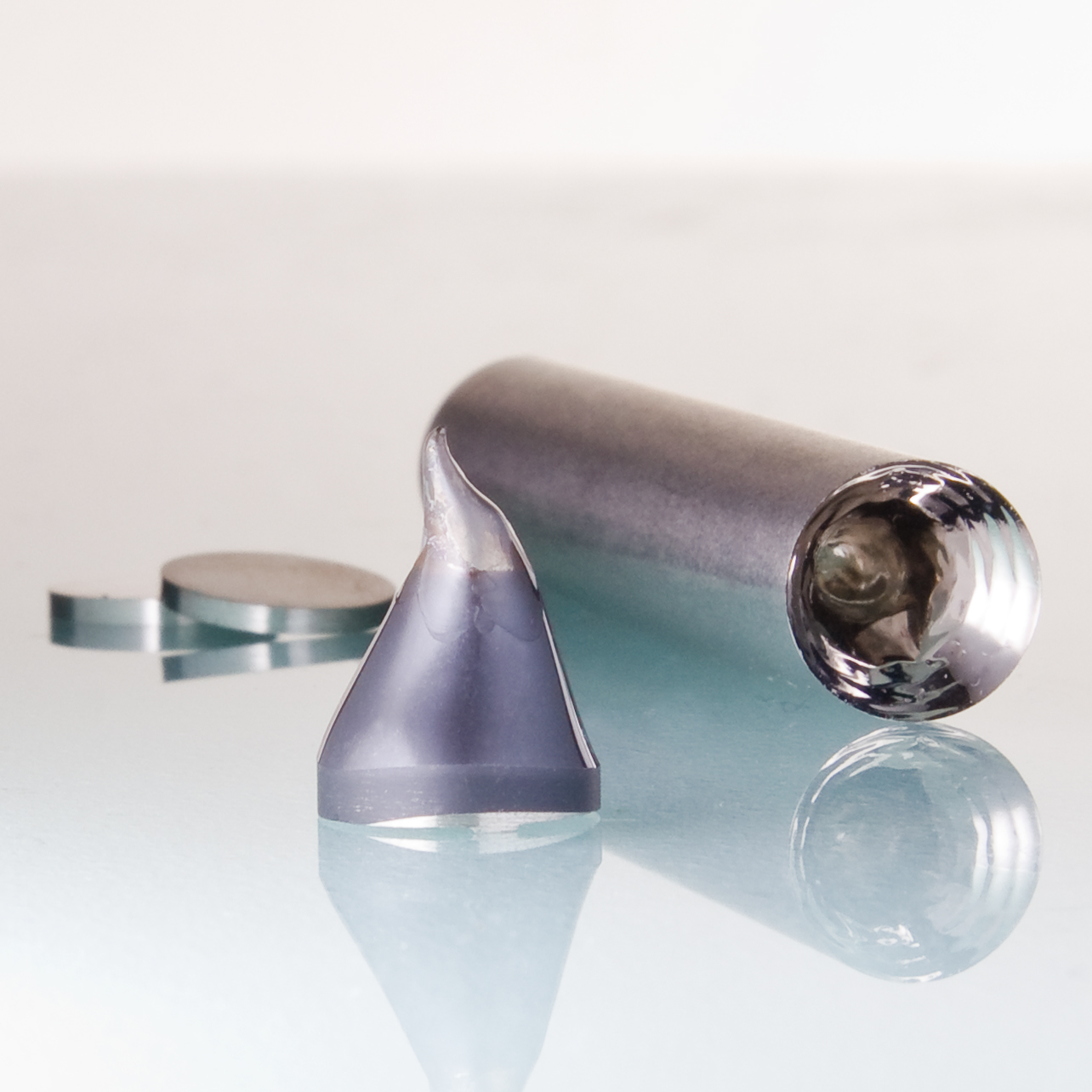
نمونه‌ای از شیشه فلزی

ِفلزات شیشه‌ای(به انگلیسی: metallic glass) دسته‌ای از فلزات هستند که ساختار اتمی نامنظمی (آمورف) همچون ساختار شیشه‌ها دارند. اغلب فلزات دارای ساختار بلورین (ساختار اتمی منظم) در حالت جامد می‌باشند. برخلاف شیشه‌ها که از نظر هدایت الکتریکی ضعیف هستند، این فلزات هدایت الکتریکی خوبی دارند. روش‌های مختلفی برای تولید این فلزات وجود دارد که شامل سرد کردن خیلی سریع، واکنش حالت جامد، پرتوافکنی یونی و آلیاژ کاری مکانیکی می‌باشد.

در گذشته مقادیر بسیار کمی از فلزات شیشه‌ای به روش سرد کردن خیلی سریع تولید شده‌است. در این روش متداول برای تولید فلزات شیشه‌ای فلز مذاب با نرخ چند میلیون درجه در ثانیه سرد می‌شود. سرعت بالای سرد کردن مذاب اجازه نمی‌دهد تا ساختارهای اتمی بلورین (منظم) شکل بگیرند و موجب تشکیل ساختارهای اتمی آمورف (نامنظم) می‌شود. اخیراً گروهی از آلیاژها با نرخ سرد شدن بحرانی نسبتاً پایین، به تولید فلزات شیشه‌ای با ضخامت نسبتاً بالا (بیشتر از ۱ میلی‌متر) کمک کرده‌اند که به آن‌ها فلزات شیشه‌ای کپه‌ای می‌گویند. . فلزات مایع نام دسته‌ای از فلزات شیشه‌ای کپه‌ای است که فلز تیتانیم به عنوان فلز پایه‌ای آن‌ها در نظر گرفته می‌شود. محققان مؤسسه فناوری کالیفرنیا روی این فلزات تحقیقات گسترده‌ای را انجام داده‌اند. اخیراً فلزات شیشه‌ای تولید شده‌است که استحکام آن‌ها سه برابر بیشتر از آلیاژهای فلزی معمولی می‌باشد.

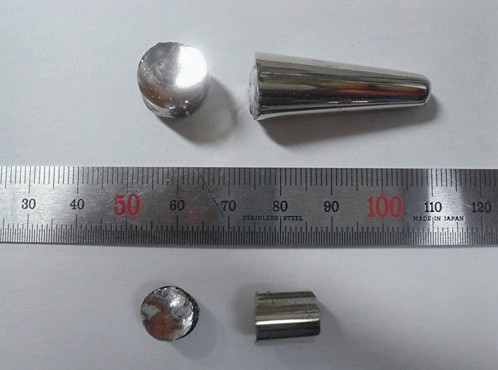
Samples of amorphous metal, with millimeter scale

## تاریخچه
اولین فلز شیشه‌ای آلیاژی از شیشه و سیلیسیم بود که در سال ۱۹۶۰در مؤسسه فناوری کالیفرنیا تولید شد. این دسته از فلزات از طریق سرد شدن سریع (مگاکلوین در ثانیه) که مانع تشکیل ساختار بلوری می‌شود تولید شده بودند. در سال ۱۹۶۹ آلیاژی با ۷۷٫۵ ٪ پالادیوم ،۶٪ مس، ۱۶٫۵٪ سیلیکون با نرخ سرمایش بحرانی نسبتاً پایین (۱۰۰–۱۰۰۰ کلوین در ثانیه) ساخته شد. در سال ۱۹۷۶ اچ. لیبرمن و سی. گراهام روش جدید چرخ دوار سریع فوق سرد رابرای تولید نوارهای نازک از فلزات شیشه‌ای ابداع کردند که آلیاژ مورد استفادهٔ آن‌ها متشکل از نیکل، فسفر، آهن و برم بود.(به انگلیسی : Metglas) مت گلاس اوایل دهه ۱۹۸۰ برای ساخت ترانسفورماتورهای فلزات شیشه‌ای تجاری‌سازی شد. اوایل دههٔ ۸۰ میلادی شمش‌های شیشه‌ای به قطر ۵ میلی‌متر و با ضخامت بیشتر (سانتی‌متر) تولید شد. محققان مؤسسهٔ فناوری کالیفرنیا و دانشگاه توهوکو توانستند به نرخ سرمایش بحرانی پایین‌تر (۱–۱۰۰کلوین در ثانیه) برسند. در دههٔ ۹۰ میلادی آلیاژها به گونه‌ای توسعه پیدا کردند که نرخ سرمایش بحرانی آن‌ها به چند کلوین در ثانیه رسید که این نرخ به اندازه‌ای پایین است که با ریخته‌گری ساده در قالب‌های فلزی امکان‌پذیر می‌باشد. مطالعات بیشتر و توسعهٔ تحقیقات در این زمینه به رؤیای تولید فلزات شیشه‌ای کپه‌ای با ضخامت‌های چند سانتی‌متری جامهٔ عمل پوشانید. روش دیگری که به تولید فلزات شیشه‌ای کمک می‌کند استفاده از آلیاژهایی با ذرات مختلف و متفاوت (معمولاً ۴ نوع ذره یا بیشتر) است که در هنگام سرمایش به سختی و به کندی می‌توانند جهت‌گیری مناسب برای تشکیل ساختار بلورین را بگیرند و به همین سبب ساختار ماده آمورف می‌شود. به این پدیده، پدیدهٔ اغتشاش می‌گویند. در سال۱۹۹۲ آلیاژ شیشه‌ای ویترلوی (به انگلیسی :vitreloy) در مؤسسه فناوری کالیفرنیا و همچنین دپارتمان انرژی ناسا به عنوان مادهٔ قابل استفاده در صنایع هوایی توسعه پیدا کرد. در سال ۲۰۰۴ فلزات شیشه‌ای کپه‌ای در دو گروه مجزا تولید شدند:یک گروه در آزمایشگاه ملی اوک ریج (به انگلیسی :oak ridge national laboratory)و گروه دیگر در دانشگاه ویرجینیا (به انگلیسی :virginia university). تحقیق و توسعه دربارهٔ این دسته از فلزات به دلایل خواص ویژهٔ آن‌ها همچنان ادامه دارد.

## روش‌های ساخت[۵]
چندین روش برای ساخت شیشه‌های فلزی وجود دارد که از عمده‌ترین آن‌ها می‌توان کوئنچ سریع از حالت مذاب و کوئنچ از فاز بخار و رسوب الکتریکی را نام برد.در روش کوئنچ سریع از حالت مذاب ، مذاب فلز یا آلیاژ در سرعت‌های بالا انجام می‌شود.برای امکان خروج سریع حرارت از ماده، می بایستی ماده دارای ضخامت نازکی باشد تا بتوان سرعت‌های بالای کوئنچ را ایجاد نمود. برای مثال جهت دست یابی به سرعت‌های خنک کردن {\displaystyle {\tfrac {k}{s}}}{\displaystyle 10^{6}}، ضخامت نمونه باید در حد ۱۰۰ میکرومتر یا کمتر باشد.Duwez و همکارانش جهت ایجاد شیشه فلزی، قطرات مذابی را که در یک بوته ذوب شده بود تحت اتمسفر محافظ ، تحت موج شوکی آگوستیکی (صوتی) ناگهانی قرار دادند که این موج سبب اتمیزه شدن (پودری شدن) و شتاب یافتن قطرات اتمیزه شده به طرف سطح سرد مس که در دمای محیط قرار داشت گردید. قطرات اتمیزه شده دارای ابعاد میکرونی بودند. این تکنیک اصطلاحاً کوئنچ تفنگی نامیده می‌شود.قطرات،به سطح اصابت نموده و بر اثر سر خوردن بر روی سطح پخش شده و توسط هدایت حرارتی سطح نوار مسی،منجمد می گردند.اولین شیشه فلزی از آلیاژ طلا-سیلیسیم تهیه گردید.

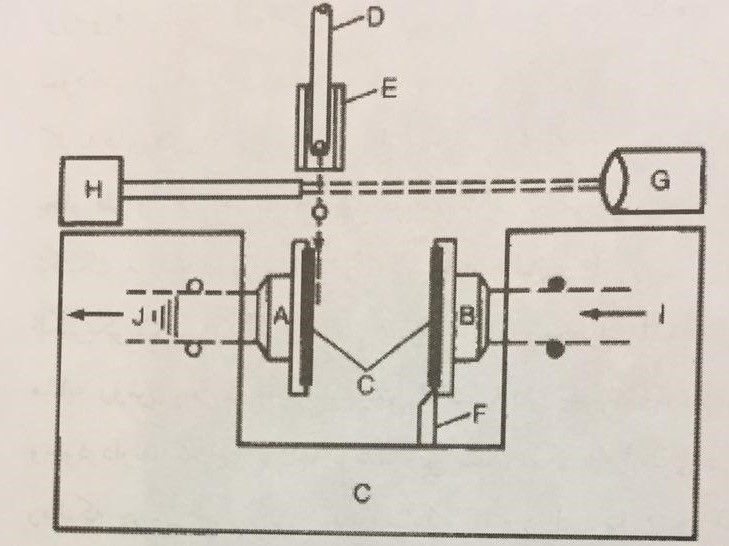
دستگاه پیستون-سندان

روش اصلاح شده دیگری که توسط تیم Duwez بعداً مورد استفاده قرار گرفت ، تکنیک پیستون-سندان نامیده می‌شود. در این روش قطرات ذوب شده بین سطوح یک سندان و پیستون سقوط می نمایند و با حرکت شتابدار پنوماتیکی پیستون ، بر روی سندان کوبیده شده و پهن می گردند.با تکرار این عمل،لایهٔ نازکی ایجاد می‌شود که بر اثر هدایت حرارتی سندان و پیستون ، منجمد می گردد.سرعت‌های سرد کردن در حد{\displaystyle {\tfrac {k}{s}}}{\displaystyle 10^{6}}-{\displaystyle 10^{5}}در این روش،به دست می‌آید.نمونهٔ تولید شده به صورت فویل نازکی با ضخامت نسبتاً یکنواخت می‌باشد که ضخامت بین ۳۰-۵۰ میکرومتر قابل دستیابی است که برای بررسی‌های علمی مناسب می‌باشد. آلیاژهای مختلفی با دمای تبدیل شیشه متفاوت،از روش کوئنچ سریع مذاب ، به صورت شیشه‌های فلزی تبدیل شده‌اند. دمای تبدیل شیشه،دمایی است که در آن مذاب (مایع) به فاز جامد آمورف (شیشه ای)،تبدیل می‌شود.سپس تلاش‌هایی در جهت تجاری کردن تولید شیشه‌های فلزی صورت پذیرفت.مهم‌ترین پیشرفت در این زمینه ، ابداع تکنیک ریخته گری با جریان مذاب تخت بود.در این روش از یک جِت پاشش مذاب به صورت تخت(پهن با ضخامت باریک)که مذاب را به صورت پیوسته و به شکل صفحه‌ای (تخت) از طریق نازل‌های باریکی به صورت پیوسته بر روی سطح یک استوانه می پاشید،استفاده گردید.با استفاده از این روش تولید تجاری،امکان ساخت ورقه‌های نازک و با ضخامت یکنواخت از شیشه‌های فلزی و با ضخامت ۱۵-۱۵۰ میکرومتر و عرض تا ۱ متر و طول نامحدود،میسرگشت.سرعت خنک کردن مشابه با روش اولیه Duwez می‌باشد. در روش کوئنچ بخار و رسوب الکتریکی ، جامدات آمورفی حاصل می‌شوند که می‌توان گفت دارای ساختار و خواص فیزیکی مشابه با مذاب سریع منجمد شده ، می‌باشد.در این روش، رسوب دادن اتم‌ها به صورت تک تک بر روی سطح انجام می‌شود.تولید فلزات آمورف به این روش به دههٔ ۱۹۵۰ در آلمان باز می گردد. در آن زمان Buckel و Hilsch با استفاده از تبخیر حرارتی فلزات ساده(نظیر قلع و سرب) و آلیاژهای ساده(نظیر قلع-مس و سرب-مس) و کوئنچ بخارات فلزی بر روی یک سطح تبریدی خنک شونده(۱۰ کلوین)،امکان رشد فیلم آمورف را نشان دادند.بعد از این بررسی‌های اولیه،تیم‌های تحقیقاتی دیگری،بر روی آلیاژهای آمورف تهیه شده وبا این تکنیک کار نمودند. در روش رسوب بخار شیمیایی (CVD)،که از گازهای فرّار(نظیر فلوریدهای فلزی،کلریدهای فلزی،کربونیل‌های فلزی و ...) استفاده می نمایند،در واکنش گازها در محفظهٔ واکنش،بخار فلز و یک جزء بخار تشکیل می‌شود که می‌توان بخار را بر روی سطح رسوب داد.از این تکنیک می‌توان ایجاد پوشش‌های آلیاژی آمورف بر روی سطوح،استفاده نمود.رسوب الکتریکی ، روش دیگری برای رسوب اتم به اتم برای ایجاد فیلم‌های آمورف می‌باشد.این روش،مشابه روش رسوب بخار شیمیایی است با این تفاوت که یون‌های فلزی(به جای اتم‌های فلزی)وجود دارند که این یون‌ها توسط حل شدن نمک‌های فلزی در یک محلول آبی ایجاد می‌شوند.زمانی که جریان الکتریکی از میان سلولی که این الکترولیت در آن قرار دارد عبور می نماید،یون‌های فلزی بر روی آند رسوب می نمایند.با ادامهٔ این فرایند،فیلمی بر روی آند تشکیل می‌شود. از این شیوه برای سالیان متمادی در آبکاری تجاری استفاده شده‌است(مانند آبکاری نیکل).این فیلم‌ها معمولاً دارای مقادیر قابل توجهی از سایر عناصر (نظیر فسفر) هستند که در صورت وجود کافی از این عناصر،فیلم‌ها به صورت آمورف در می آیند.

## خواص و کاربرد ها[۶]
مدول الاستیک شیشه‌های فلزی بسیار مشابه با مقادیر مربوط به همتاهای کریستالی آن‌ها می‌باشد. در مقابل،مقادیر استحکام تسلیم و سختی شیشه‌های فلزی ، بسیار بزرگتر از جامدات کریستالی قابل انعطاف مشابه می‌باشد. البته این نکته را نباید از نظر دور داشت که شیشه‌های فلزی به خاطر تردی و تافنس شکست پایین ، دارای کاربردهای تجاری پایینی هستند.
کاربردهای شیشه‌های فلزی متنوع و رو به رشد می‌باشند. شیشه‌های فلزی دارای کاربردهایی به عنوان مغناطیس نرم،آلیاژهای لحیم کاری سخت،پوشش‌ها ، الیاف تقویت‌کننده و بعضی کاربردهای مکانیکی می‌باشند.در کاربرد به عنوان مغناطیس‌های نرم، آلیاژهای آمورف در هسته‌های ترانسفورماتور استفاده می‌شوند که می‌توانند سبب کاهش اتلافات انرژی شوند.
شیشه‌های فلزی اساساً در دمای نزدیک به دمای تبدیل شیشه،به صورت مایع ذوب می‌شود.برای مثال در شیشه‌های فلزی پایه آهن و پایه نیکل،منحنی سالیدوس تعادلی معمولاً در محدودهٔ دمایی ۷۰۰ تا ۱۱۰۰ درجه قرار دارد(برای ترکیباتی که می‌توانند به صورت شیشه سرامیک درآیند).ولی دمای تبدیل شیشه‌های فلزی از این آلیاژ ها،در دمای پایین‌تر ۳۰۰-۵۰۰ درجه سانتیگراد می‌باشد.در واقع این آلیاژها در چنین دماهای پایینی قابل ذوب هستند که می‌توانند برای لحیم کاری سخت مورد استفاده قرار گیرند.
شیشه‌های فلزی به خاطر دارا بودن استحکام تسلیم بالا برای تقویت تعدادی از زمینه‌های کامپوزیتی به شکل الیاف تقویت‌کننده،استفاده شده‌اند.یک مثال در این مورد ، تقویت بتن می‌باشد.الیاف شیشه فلزی می‌توانند به صورت ارزان و آسان توسط فرایند اسپین مذاب(چرخ کردن مذاب و تبدیل آن به شکل رشته)،تولید گردند.قراردادن تنها چند درصد حجمی از الیاف شیشه فلزی در بتن ، سبب ۱۰۰ برابر شدن انرژی کل مورد نیاز برای شکستن آن خواهد شد.این افزایش قابل توجه در تافنس شکست ، همراه با افزایش ناچیزی در هزینه است.هم چنین استفاده از شیشه‌های فلزی برای تقویت کامپوزیت‌های زمینه پلیمری،مورد ملاحظه قرار گرفته‌است.مثالی در این مورد عبارت است از تسمه‌ها در تایرهای رادیکال.همچنین استفاده از الیاف از جنس شیشه‌های فلزی ، برای تقویت زمین‌های پلیمری مورد ملاحظه قرار گرفته‌است.

## آلیاژهای شیشه‌ای (آمورف) بر پایه ی آلومینیوم و منیزیم
آلیاژهای فلزی سبک با استحکام ویژهٔ بالا و مقاومت به خوردگی خوب می‌توانند توسط آمورف‌سازی آلیاژهای پایه آلومینیوم و منیزیم ، تولید گردند.فازهای آمورف در آلیاژهای سریعاً منجمد شده Al-TM-Ln و Mg-TM (که TM بیانگر فلز انتقالی و Ln فلز لانتانیدی است)،ایجاد می گردند.بالاترین استحکام کششی به مقدار 1330 مگا پاسکال برای آلیاژهای پایه آلومینیوم و 830 مگاپاسکال برای آلیاژهای پایه منیزیم ، خواهد رسید.به علاوه، آلیاژهای پایه منیزیم دارای ظرفیت زیادی برای ایجاد فاز شیشه (آمورف) می‌باشند که تولید فاز آمورف را توسط قالب‌گیری تزریقی (دایکاست) تحت فشار بالا میسر می گردد. اکستروژن پودرهای آمورف پایه آلومینیوم در دماهای بالاتر از دمای کریستالیزاسیون،سبب ایجاد موادی با استحکام بالا و دارای ساختار ظریفی از ترکیبات بین فلزی پراکنده شده در زمینهٔ آلومینیوم می گردد.در این حالت،بالاترین مقادیر اسنحکام کششی و حد خستگی به ترتیب برابر 940 و 313 مگاپاسکال می‌باشد. یک آلیاژ اکسترود شده از Al-Ni-MM ( که MM میش متال است)، قبلاً برای قطعات ماشین مورد استفاده قرار گرفته‌است و توسعهٔ بیشتر مواد سازه‌ای تجاری از این آلیاژ ، مورد انتظار می‌باشد.
مواد با وزن سبک،در استحکام بالا و مقاومت به خوردگی خوب دارای بسیاری از کاربردهای مهم می‌باشند.در سال 1971 دریافته شد که استحکام و تافنس (چقرمگی) آلیاژهای پالادیوم-سیلیسیم به صورت قابل توجهی توسط آمورف‌سازی به وسیلهٔ تکنیک اسپین کردن سانتریفیوژی مذاب ، افزایش می یابد.از آن زمان به بعد،تلاش‌هایی برای توسعهٔ مواد آمورف با استحکام بالا توسط کوئنچ مذاب بر روی تعدادی زیادی از آلیاژها،انجام پذیرفت.در سال 1982،این نکته دریافته شد که فازهای آمورف در تعدادی از آلیاژهای پایه فلزات انتقالی شامل آلیاژهای پایه آهن،کبالت،نیکل و تیتانیوم مشاهده می گردد و استحکام این آلیاژها از همتاهای کریستالی خود خیلی بالاتر می‌باشد.اولین آلیاژ آمورف بر پایهٔ آلومینیوم در سال 1987 کشف گردید.